# Butler

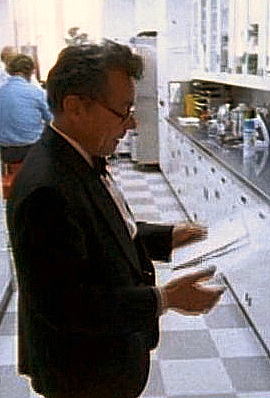
Ein Butler in der Pantry des Weißen Hauses, 2002

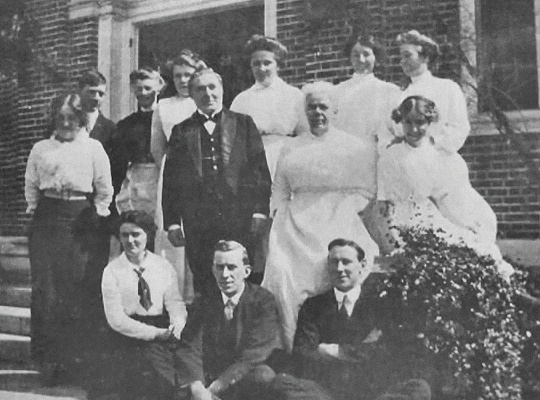
Butler (stehend, Mitte links) und die übrige Dienerschaft von Stonehouse Hill in Massachusetts des Industriellen Frederick Lothrop Ames (1914)

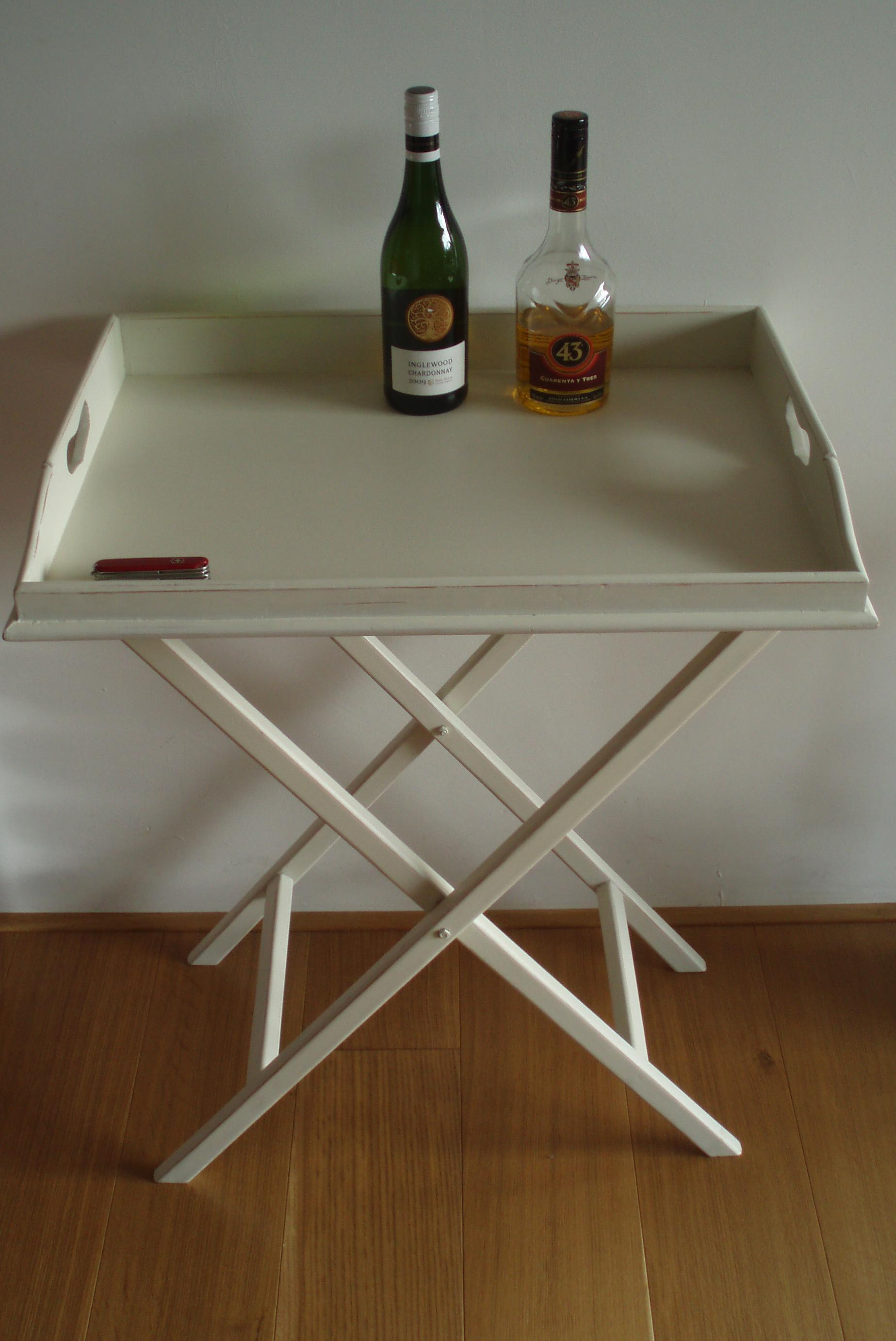
Tragetablett (Butler’s Tray)

Ein Butler (von anglonormannisch buteler, abgeleitet von altfranzösisch boteillier ‚Kellermeister‘) ist ein Diener mit einer Führungsfunktion. Er verwaltet traditionell das Esszimmer, den Weinkeller sowie die Speisekammer (engl. pantry) in großbürgerlichen oder adeligen Haushalten wie auch bei Amtssitzen und Residenzen hoher Würdenträger. Der Butler serviert bei den Mahlzeiten, empfängt Gäste und organisiert den Tagesablauf der zugeordneten Diener wie auch Feste und Empfänge, Reisen und Veranstaltungen seiner Herrschaft bis hin zu Einkauf, Personalführung und Buchhaltung des Haushalts. Ein Butler ist traditionell männlich und steht den männlichen Bediensteten vor, während eine Haushälterin oder Hausdame, soweit vorhanden, die weibliche Dienerschaft anleitet. Gleichzeitig hat der Butler als Majordomus den höchsten Status der Dienerschaft. Im Gegensatz zum Kammerdiener oder der Zofe ist er nicht einer einzelnen Person zugeordnet.
Der Beruf des Butlers war in den 1980er Jahren zunächst nur noch wenig verbreitet. Mit der Globalisierung in den 1980er Jahren stieg der Bedarf an Butlern nach dem europäischen Modell wieder an.

## Hintergrund
Der Nachname Butler hat eine ähnliche Entwicklung, auch im britischen Adel, wie der Schen(c)k im deutschen Umfeld. Ursprünglich waren die Schenken in England in der Hierarchie der Dienerschaft niedriger angesiedelt. Diesen Butlern standen ursprünglich die Stewarts (auch Steward, für Hausmeier oder Truchsess) vor. Erst im 17. und 18. Jahrhundert übernahmen Butler deren Leitungsfunktion. Nur bei sehr großen Haushaltungen mit mehreren Standorten oder sehr umfangreichen Gebäudekomplexen sind dem Butler weitere Diener, wie die Stewards, zugeordnet.
Traditionell trugen Butler eine Uniform, die sich von der Livree minderer Lakaien unterschied. Gegenwärtig tragen Butler typischerweise einen Herrenanzug oder Business casual und nur selten eine Uniform.

### Entwicklung des Amtes in Großbritannien bis zur Viktorianischen Ära
Mit der Industrialisierung wuchs im Laufe des 19. Jahrhunderts die Anzahl der Haushalte mit Butler wie die ihnen unterstellte Dienerschaft erheblich an. Um die Wende zum 20. Jahrhundert arbeiteten allein in Großbritannien über 2 Millionen Frauen als Dienstmädchen und Dienerinnen und etwa 150.000 Männer als Diener und Butler.
Mrs Beetons Book of Household Management, ein 1861 veröffentlichtes Handbuch der Haushaltsführung, nannte beispielsweise Kämmerer (Chamberlain), Lakaien (Footman), Kammerdiener, Kutscher und Stallknechte, die dem Butler unterstanden, während bescheidenere Haushalte mit einem männlichen Faktotum und Dienstmädchen auskamen.
Die Hierarchie der Dienerschaft drückte sich unter anderem so aus, dass der Butler Gäste empfing und versorgte, die Öffnung der Türen wie die Versorgung von Garderobe und Gepäck in großen Haushaltungen jedoch durch untergeordnete Diener geschah. Dessen ungeachtet versahen Butler bei Personalmangel oder bei weniger förmlich empfangenem Besuch auch solche Dienste. Butler wurden von den Arbeitgebern und deren Familie und persönlichen Gästen mit dem Nachnamen angesprochen, während die Dienerschaft und Lieferanten den Butler mit Mr. und Nachnamen anzureden hatte.
Als Silverman oder Silver Butler wurde ein Butler bezeichnet, dem zusätzlich die Aufsicht über das Silberbesteck und entsprechend wertvolles Geschirr oblag. Die Butler waren früher zumeist im unteren Geschoss untergebracht, teilweise auch um nachts entsprechende Wertsachen zu sichern, während die weiblichen Dienstboten häufig in Dachmansarden schliefen.
Die Butler wurden typischerweise vom Hausherrn angestellt, unterstanden aber der Dame des Hauses. Beeton empfahl 1861 25–50 GBP (2.675–5.350 USD) Jahresgehalt, zusätzlich kamen Dienstkleidung, Unterbringung und Verpflegung sowie gelegentliche Trinkgelder hinzu. Nur wenige Butler waren verheiratet, sie waren angehalten, ihre Familie getrennt vom Haushalt der Herrschaft unterzubringen, wenn nicht eigene Bedienstetenwohnungen zur Verfügung standen. Die Diener im britischen Weltreich waren teilweise in Form der Indentur, einer spezifisch britischen Form der Schuldknechtschaft, vertraglich und zeitlich an ihre Herrschaft gebunden. Die Butler rekrutierten sich aus der Dienerschaft und waren daher teilweise ein Leben lang mit einer bestimmten Familie oder Institution engst vertraut.

### Butler in den Vereinigten Staaten
Mit dem Aufkommen der Sklaverei in den USA ab dem 17. Jahrhundert wurden schwarze Sklaven auch als Hausangestellte eingesetzt. Sie hatten einen deutlich höheren Status als die Landarbeiter; der Butler führte entsprechend in der Hierarchie. Gary Puckrein konstatiert den schwarzen Hausangestellten auch die Übernahme von Statusbewusstsein und Habitus der entsprechenden Herrschaft, der gegenüber Sklaven anderer Häuser entsprechend zur Geltung gebracht wurde. Eines der ersten kommerziell erfolgreichen Bücher eines schwarzen US-Amerikaners war das 1827 von Robert Roberts, einem Butler, veröffentlichte The House Servant’s Directory, welches 1827 bis 1843 mehrmals aufgelegt wurde.

### Butler seit 1900

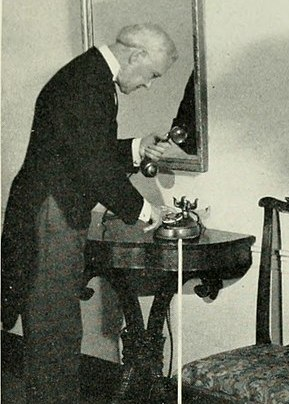
Butler ca. 1922

Nach dem Ersten Weltkrieg verringerte sich die Zahl der Hausangestellten in Europa radikal. In Großbritannien gab es um den Zweiten Weltkrieg noch etwa 30.000 Butler, Mitte der 1980er Jahre nur noch wenige Hundert. Der Historiker Barry Higman nimmt eine direkte Korrelation zwischen wirtschaftlicher Ungleichheit und der Anzahl der Dienerschaft an. Die Gesamtzahl von als Diener Beschäftigten nahm von knapp 2 Millionen um 1931 auf 750.000 um 1951 bis auf weniger als 200.000 um 1961 ab.
Mit der Globalisierung in den 1980er Jahren stieg der Bedarf an Butlern nach dem europäischen Modell wieder deutlich an. Charles MacPherson, Vorstandsmitglied der International Guild of Professional Butlers, macht dafür eine Zunahme der Millionäre und Milliardäre insbesondere in Asien verantwortlich. Neben China, Taiwan und Hongkong sind Butler ebenso in Indien und im Nahen Osten gefragt.
Der Butler und Autor Steven M. Ferry sieht die moderne Rolle des Butlers weniger in Servierfunktionen, sondern in unterschiedlichen Aufgaben auch technischer Natur bis hin zur persönlichen Assistenz, Haushälteraufgaben einschließlich Reinigungs- und Putzdiensten. Nur in sehr vermögenden Haushalten bleibt die traditionelle Rolle des Vorstands der Dienerschaft erhalten.
Butler sind darüber hinaus auch in Großfirmen, Botschaften und auf Kreuzfahrtschiffen und Yachten im Einsatz oder bieten zeitweise Butlerdienste im Stile eines „Rent-a-Butler“-Modells an.
Bis 2007 stieg die Anzahl der Butler in Großbritannien auf etwa 5000 Personen an.

## Ausbildung und Karriere
Butler wurden klassischerweise angelernt, sie begannen ihre Laufbahn als Hallboy und stiegen je nach Bewährung in der Hierarchie auf. Die Position des Butlers ermöglicht nach wie vor einen sozialen Aufstieg. Spitzenverdienste liegen bei bis zu 200.000 $ p. a.
Moderne Butler sind oft Quereinsteiger aus Hotellerie, Gastronomie oder der Touristikbranche, gelegentlich auch aus dem Militär oder Sicherheitsbereich.
Katja Lehwalder sieht bereits seit Beginn des 20. Jahrhunderts eine Akademisierung hauswirtschaftlicher Berufe wie Professionalisierung des (Be-)Dienens aufkommen. Der am traditionellen Rollenbild orientierte Butler wird zunehmend zur Visitenkarte eines gehobenen Haushalts, zum Statussymbol und Prestigeobjekt. Gleichzeitig schwindet aber der distinguierte Nährboden wie die jahrelange Heranführung an genau diese Rolle. Butler wachsen nicht mehr in seit Generationen mit Dienerschaft vertrauten bürgerlichen Haushalten on-the-job in die Position hinein. Im Gegenteil sind es oft im Rahmen der Dotcom-Blase wie dem industriellen Aufstieg Asiens eher neureiche Parvenues beziehungsweise Self-made-men und Aufsteiger, die sich entsprechende Dienerschaft als Statussymbol zulegen. Diese neuen Herrschaften sind dabei selbst den Anforderungen eines Haushalts mit umfangreichem Personalbestand und Immobilienbestand nicht oder nur teilweise gewachsen. Die Abgrenzung des klassischen Butlers von den persönlich zugeordneten Dienern und Assistenten wie auch etwa Sicherheitspersonal schwindet dabei zunehmend, die Anforderung an Flexibilität, Verfügbarkeit und technische Kenntnisse steigen aber.
Die Ausbildung erfolgt in mehrwöchigen, von den Absolventen zu bezahlenden Kursen bei typischerweise privaten Schulen. Topabsolventen erhalten Einstiegsgehälter um 50.000–60.000 US$ (25.350–30.400 £). Spitzenhotels wie auch Hotelfachschulen bieten entsprechende Ausbildungsmöglichkeiten.
Eine erste Butlerin wurde bereits 1892 von Horace Smith beschrieben.
Weibliche Butler haben in der arabischen Welt, sowie bei weiblichen Prominenten eine Marktlücke, bleiben aber selten. 2004 begann das englische Königshaus im Buckingham Palace vermehrt weibliche Butler einzustellen.

## Bedeutende Butler

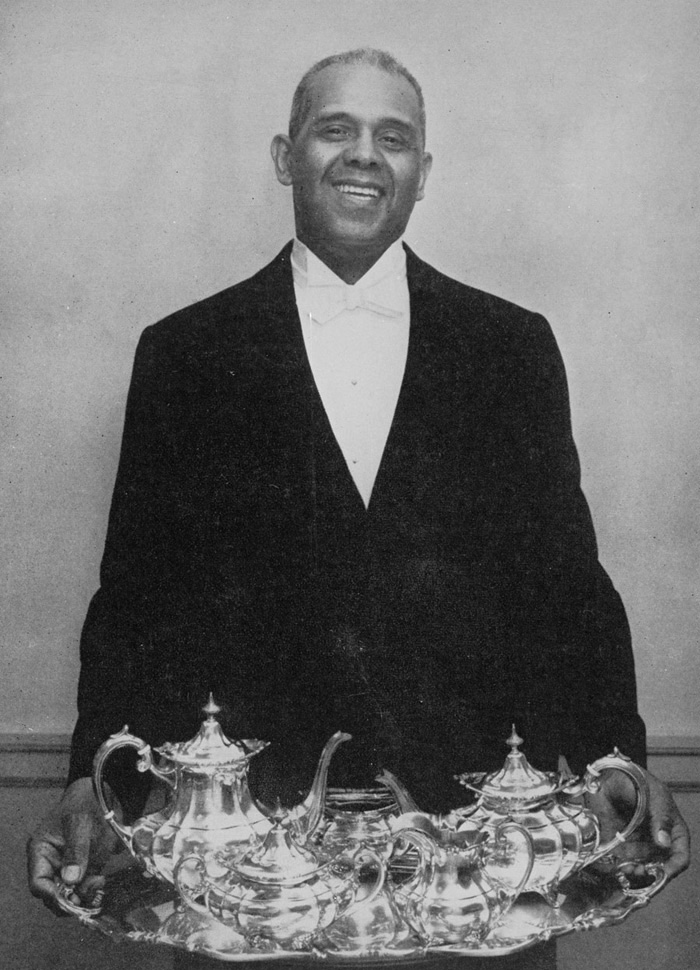
Alonzo Fields

Alonzo Fields (1899–1993) diente als Butler im Weißen Haus unter Hoover, Roosevelt, Truman und Eisenhower und veröffentlichte eine vielbeachtete Biographie. Fields’ Leben diente als Vorlage eines Theaterstücks.
Eugene Allen diente acht Präsidenten im Weißen Haus. Die Handlung des 2013 in die Kinos gekommenen Films Der Butler, mit Forest Whitaker als Hauptdarsteller, basiert lose auf der Lebensgeschichte Allens.
Paul Burrell war der Butler von Diana, Princess of Wales.
Ivor Spencer ist ein Entertainer und Benimmspezialist und baute eine eigene Butlerschule auf, ebenso Leslie Bartlett.

## Butler in Literatur und Film
Die bekannte Phrase Der Mörder ist immer der Butler wird der Krimiautorin Mary Roberts Rinehart zugeschrieben; in dem Lied Der Mörder ist immer der Gärtner von Reinhard Mey wird der Satz persifliert, um am Ende doch wieder den Butler als Mörder erscheinen zu lassen.
Die in Deutschland wohl bekannteste, zum Stereotyp gewordene Darstellung des britischen Butlers ist James, der Butler von Miss Sophie in Dinner for One. In England gilt Reginald Jeeves, eine Figur von P. G. Wodehouse, als Prototyp des Butlers, wobei es sich bei diesem tatsächlich um den Kammerdiener von Bertram Wooster handelt. P. G. Wodehouse hat insgesamt 61 verschiedene Butler in seinem umfangreichen humoristischen Werk beschrieben. Zu den bekanntesten unter ihnen zählt Beach, Butler des leicht schusseligen Lord Emsworth auf Blandings Castle. Frances Donaldson weist darauf hin, dass Wodehouse über lange Jahre nicht nur ein Romanautor war, sondern auch für die Bühne schrieb. Viele der Protagonisten, die in Romanen und Erzählungen von Wodehouse auftauchen, hätten als ursprüngliches Vorbild stereotype Figuren des Unterhaltungstheaters. Tatsächlich schrieb Wodehouse an seinen langjährigen Freund und Co-Autor Guy Bolton:

„Als wir zusammen Bring on the Girls machten, habe ich behauptet, ich hätte Jeeves nach einem Butler ausgestaltet, den ich Robinson nannte. Das stimmt natürlich nicht. Zu Beginn hatte ich kein anderes Vorbild für ihn als den konventionellen Theater-Butler.“

Tatsächlich ist der Butler eine in der englischen Literaturgeschichte des 19. Jahrhunderts und frühen 20. Jahrhunderts häufig auftretende Gestalt mit einer besonderen Rolle. Sebastian Faulks hält in seiner Einleitung zu Henry Greens Roman Der Butler fest, dass bereits die Erwähnung eines alten Butlers einen heiteren Unterton habe, weil er ein humoristischer Prototyp von Farcen, Sketchen oder humoristischen Postkarten sei. Zu den heute noch bekannteren Theaterstücken mit einer solchen Figur zählt J. M. Barries Stück The admirable Crichton. Hier ist es der Butler der Familie, der als einziger mit praktischer Lebenserfahrung die Führungsrolle übernimmt, als die Familie seines Arbeitgebers und er nach einem Schiffsunglück auf einer verlassenen Insel angestrandet werden. Der Butler taucht aber auch früh in ernsterer Literatur auf: In Wilkie Collins 1868 erschienenem Roman Der Monddiamant ist der Butler und Steward von Lady Verinder, Gabriel Betteridge, der erste Erzähler der Geschichte rund um das Verschwinden des wertvollen indischen Diamanten. In Henry Greens Roman Der Butler (Ersterscheinungsjahr 1945) steht das Sterben des alten Butlers Eldon am Beginn der Handlung auf einem irischen Landsitz, der ohne diese Autoritätsfigur in eine zunehmend anarchischer werdende Misswirtschaft abgleitet. Green, der unter sehr privilegierten Umständen mit zahlreichen Dienstboten aufwuchs und Teile seiner Kindheit auf dem großen englischen Landsitz Petworth House verbrachte, hat bereits als Jugendlicher in einer absurden Fantasie das Verhältnis zwischen Dienstherrschaft und Butler auf den Punkt gebracht: In dieser Fantasie, in der plötzlich ein Riese auf dem Anwesen erschiene, schickt sein Onkel Charles, 3. Baron von Leconfield, dem Riesen als Erstes den Butler Wickham entgegen. Der Riese wirft den Butler in den See, was Charles mit dem kurzen Lob „Wickham war ein guter Dienstbote“ kommentiert. Bald stellt sich aber heraus, dass Wickham den Kellerschlüssel bei sich hatte und damit einer der letzten Fluchtwege der Familie vor dem Riesen versperrt ist. Daraufhin schlägt Charles’ Pietät in die verärgerte Äußerung um, dass es trotz aller Anweisungen unmöglich sei, Dienstboten beizubringen, Schlüssel an zugänglichen Haken aufzubewahren.
Lurch ist der Butler der Addams Family und Benson der Butler der Tates in der Fernsehserie Soap – Trautes Heim und eines Politikers in der weiteren Serie Benson. In der Fernsehserie Die Nanny ist ein Butler einer der Hauptdarsteller, ebenso wie in Der Prinz von Bel-Air. Was vom Tage übrig blieb zeichnet ein detailliertes Bild des Arbeitslebens eines Butlers und anderer Hausangestellter. Weniger ernst ist Charles Laughtons Titelrolle als englischer Butler in Ein Butler in Amerika, den sein englischer Lord bei einem Pokerspiel an einen Amerikaner verliert. Einer breiteren Bekanntschaft erfreut sich auch Alfred Pennyworth, der Butler von Bruce Wayne alias Batman. Dieser dient der Familie Wayne in zweiter Generation. Auch in der in den 1910er und 1920er Jahren in England spielenden und von 2010 bis 2022 realisierten Serie Downton Abbey sowie den beiden daran anschließenden Kinofilmen nimmt die Figur des Butlers Carson und später die des Thomas Barrow eine wichtige Rolle während der gesamten Serie ein, die auch das Gefüge innerhalb der Dienerschaft und zwischen Dienern und Herrschaft als einen zentralen Aspekt beleuchtet. Sie folgt damit der Tradition anderer, im gleichen zeitlichen Rahmen spielender, Serien wie Das Haus am Eaton Place aus den 1970er Jahren, in der Gordon Jackson den Butler Angus Hudson verkörperte.
Der Literatur-Nobelpreisträger von 2017 Kazuo Ishiguro hat den Charakter eines englischen Butlers in seinem Roman Was vom Tage übrig blieb höchst subtil und lebendig beschrieben. Das Buch erschien 1989 und wurde noch im selben Jahr mit dem Booker Prize ausgezeichnet. 2015 wählten 82 internationale Literaturkritiker und -wissenschaftler den Roman zu einem der bedeutendsten britischen Romane.